# Halodule emarginata
Halodule emarginata là một loài thực vật có hoa trong họ Cymodoceaceae. Loài này được Hartog mô tả khoa học đầu tiên năm 1970.